# Cappella di San Michele (La Fratta)
La cappella di San Michele è un edificio religioso situato in località La Fratta, nel comune di Sinalunga, in provincia di Siena e diocesi di Montepulciano-Chiusi-Pienza.
La cappella fu eretta, molto probabilmente, dell'architetto senese Baldassarre Peruzzi nei primi decenni del XVI secolo. 
Sulla parete presbiterale della piccola chiesa vennero eseguiti, tra 1535 e 1539 circa, tre affreschi da Giovanni Antonio Bazzi, detto Il Sodoma, restaurati nel 2008: al centro è una Madonna col Bambino e i Santi Michele Arcangelo, Raffaele e Tobiolo, Caterina d'Alessandria, Giovanni Battista, Antonio da Padova, Caterina da Siena e Angeli. A destra è raffigurato San Francesco che riceve le stimmate, e a sinistra un San Gerolamo. 
I tre affreschi costituivano un trittico murale unito da una cornice architettonica che sopravvive nella parte superiore. Il monumentale altare tardo barocco addossato agli affreschi li ha separati ed ha causato la perdita di alcune porzioni ai lati dell'affresco centrale, in cui il gruppo, riparato da una cortina mobile di ispirazione raffaellesca, vede l'intervento, in alcune parti, della bottega. I due santi laterali, invece sono considerati del tutto autografi per la loro omogenea qualità, specie nei paesaggi ancora memori degli esempi romani di Polidoro da Caravaggio.